# سفارة دولة فلسطين لدى السويد
سفارة دولة فلسطين لدى السويد هي الممثلية الدبلوماسية العُليا لدولة فلسطين لدى السويد. تقع السفارة في ستوكهولم.

## قائمة السفراء
- داود الكالوتي
- يوجين مخلوف
- صلاح عبد الشافي
- هالة فريز
- رولا جمال المحيسن.[2]